# Castelo de Vittskövle
O Castelo de Vittskövle (em sueco: Vittskövle slott) é o maior castelo da antiga nobreza da Escânia, situado a 20 km da cidade de Kristianstad.
É propriedade da família Stjernswärd, estando o seu parque aberto ao público.

É um dos melhores exemplos de fortificações em estilo renascentista da Suécia, e do Norte da Europa.